# Vallis Bouvard
Vallis Bouvard - dolina księżycowa o długości 284 km, której środek ma współrzędne selenograficzne 38,3° S; 83,1° W. Dolinę nazwano na cześć francuskiego astronoma Alexisa Bouvarda, nazwa została zatwierdzona przez Międzynarodową Unię Astronomiczną w roku 1970.